# 親屬選擇
親屬選擇是演化生物學的研究之一，也是社會演化學上的基礎理論。指生物族群的基因頻率在不同世代之間的一種變化形式。而這種變化，至少是源自一些在血緣上親近的個體之間的互動。更進一步，則是個體對於其他族群成員的行為，以及對於族群之外生物的行為等等。
這個理論彌補了原本自然選擇理論（或稱天擇）的不足之處。自然選擇解釋了各種對於生物個體有利的遺傳特徵（源自基因），如何保留下來，並且增加在族群中的出現頻率；以及對於生物個體有害的遺傳特徵，如何從族群中消除。不過事實上有一些生物行為，對於生物個體本身有害，但是對其他有血緣關係的親屬卻有利。這種行為可能受到保留並增加頻率。而親屬選擇就是用來解釋這種個體利益與族群利益衝突的現象。

## 漢彌爾頓規則
當以下狀況成立時，表現某些行為特徵的基因頻率將會增加：  
{\displaystyle rB-C>0}
符號解釋： 
r = 行動者與接受者在遺傳上的血緣關係係數。通常是從已知、相同且隨機挑選而出的基因座上之基因差異作為定義。
B = 行動者的利他行為，對於接受者的繁殖利益之增加量。
C = 個體表現行為所花費的繁殖利益。
這條不等式稱為漢彌爾頓規則（Hamilton's rule），是威廉·漢彌爾頓在1964年的一篇論文《社會行為的遺傳演化》（The Genetical Evolution of Social Behavior）中所發表，也是首先以量化的方式，來解釋利他行為的演化。不過親屬選擇一辭，則是由約翰·梅納德·史密斯（John Maynard Smith）提出。
在技術上，血緣關係（r）的準確定義，是以統計學上的回歸值（Regression）來表現。回歸值可以是負數，而在此不等式中，負數的意義是表示兩個個體之間，在遺傳上的相近程度小於平均值。這種r小於零的可能性，便導引出對於「邪惡」行為的合理解釋。
早在1930年代，生物學家約翰·伯頓·桑德森·霍爾丹（J.B.S. Haldane）已領會出這種數量與親近程度的關係，他曾說過一句名言：「我將會為了兩位兄弟，或是八位表親，犧牲我的生命」（"I'd lay down my life for two brothers or eight cousins"）。這種為了親屬利益，而犧牲某些自身利益的利他行為，稱為親屬利他主義（Kin altruism），是由親屬選擇機制產生。 
霍爾登的一席話，是暗示兩個兄弟姊妹、四個甥姪，以及八個表兄弟姊妹，在演化論上的「等值」。因為對一個個體來說，他與他的親兄弟姊妹之間，在遺傳學上平均有二分之一相同；甥姪是四分之一；表兄弟姊妹則是八分之一（前提是必須是個體行隨機交配、遠系繁殖的雙套族群）。

## 機制
漢彌爾頓曾舉出兩種有助於產生利他行為的狀況：
第一種：如果個體擁有辨認親屬的能力，且擁有建立在親屬關係上的親屬差別行為。如此一來，利他行為的行動者與接受者的親近程度，就會有助於利他行為產生。此外由於不同生物在感覺能力上的差異，親屬辨識與親屬差別機制對於較原始的生物來說比較不重要。不過在原生動物中仍有此機制存在的證據。
關於這種親屬辨識/差別機制，有一個特殊的例子，稱為「綠鬍鬚效應」。此效應的名稱源自理查·道金斯在《自私的基因》一書中所作的比喻（字面上的「綠鬍鬚」並非真實現象），指一種與親近程度有關的社會行為。在這種行為中，攜帶某一基因（綠鬍鬚基因）的個體，其表現型（長出綠色鬍鬚）可以使其他個體辨認其為親屬成員。
第二種：不需辨識親屬的利他行為，這種行為會出現在黏性族群（viscous populations）。此種族群內的個體差異較小，且在社會上的同伴也都是在遺傳上相近的親屬。此假說在1992年被Taylor否證，因為在黏性族群中，親屬間的競爭程度也增加，會正好抵消利他行為。

## 例子
- 工蜂與工蟻，一方面養育並建設蜂巢、蟻巢，一方面卻無法繁殖後代、而撫養女王蜂／蟻的後代。
- 人類對於親屬小孩的抚养行為。
- 土撥鼠遭遇掠食者時，會高聲喊叫，此行為幫助族群中其餘個體逃脫，但是增加自身被捕食的危險。